# Wenzel Tornøe
Wenzel Ulrik Tornøe (9. september 1844 på gården Lehnshøj ved Svendborg – 5. december 1907 på Frederiksberg ) var en dansk genremaler. Han var søn af birkedommer Jens Wenzel Tornøe (1792-1866) og Eleonore Jakobine født Lacoppidan (1797-1872).
Wenzel Tornøe indgik ægteskab 18. juli 1876 med maleren Karen Elisabeth Blumer, som efterfølgende tog navnet Elisabeth Tornøe.
Stifteren af Frivilligt Drenge Forbund (FDF), Holger Tornøe, var søn af Elisabeth og Wenzel Tornøe.

## Uddannelse
Wenzel Tornøe studerede på Kunstakademiet 1860-1865. Her modtog han den lille sølvmedalje 1864.
Han debuterede 1865 på Charlottenborg med kartonen Uffe den spages Holmgang, der var udført til konkurrencen om Den Neuhausenske Præmie, men ikke blev præmieret.

## Kunstnerisk virke
Tornøe betegnes som genremaler og repræsentant for den typiske Charlottenborg-kunst på den tid. Imidlertid rummer hans bedste billeder maleriske kvaliteter både i henseende til billedkomposition og figurfremstilling.
1871 vakte hans muntre folkelivsbillede Fra Gaden opmærksomhed; samme år rejste han på egen bekostning til Rom, hvor han malede en mængde genrebilleder, som han fandt købere til, så at han kunne udstrække sit ophold i Syden over to år.
Efter sin hjemkomst udstillede han indtil 1877 næsten udelukkende italienske malerier, af hvilke Første Gang Model (1877) blev købt af Kunstforeningen, men behandlede derefter mest danske motiver. 1878 rejste han gennem Holland og Belgien til Paris for at se den store udstilling og lidt senere til Norditalien, hvor han opholdt sig 10 måneder; blandt hans senere rejser kan nævnes den, han 1886 foretog til Rom, hvor han tilbragte en vinter.
Blandt Tornøes værker kan fremhæves Fra Børnenes Legeplads på den gamle Kirkegaard i Horsens (1878) samt fra 1881 Fra et kjøbenhavnsk Værtshus og 1882 En Syerske, Pinsemorgen, som han i øvrigt malede flere udgaver af. Værkerne hørte ikke til det "ægte" realistiske maleri, idet Tornøe anvendte modelopstillinger til sine billeder. Oftest malede han muntre og pittoreske motiver, men også billeder med sociale motiver.

## Værker i offentlig eje
- 1882 Randers Kunstmuseum: En syerske, Pinsemorgen (Motivet eksisterer i flere udgaver)
- 1884 Hvidbjerg Kirke: Kristus og Maria Magdalena
- 1884 Ribe Kunstmuseum: Harboøredrengen
- 1885 Bornholms Kunstmuseum: Gammel mand
- 1891 Statens Museum for Kunst: Hos klinkemanden
- ca. 1900 Bornholms Kunstmuseum: Pigehoved
- 1902 Bornholms Kunstmuseum: Beethoven spiller for den blinde pige

## Stipendier og udmærkelser
- 1864 Akademiets lille sølvmedalje
- 1902 Serdin Hansens Præmie (for maleriet Beethoven spiller for den blinde pige)